# Antoine Mermet de Saint-Landry
Pour les articles homonymes, voir Mermet.
Antoine Mermet de Saint-Landry, né le 17 janvier 1737 à Saint-Rambert-en-Bugey,, mort après le 9 septembre 1796, est un général de brigade de la Révolution française.

## États de service

### Ancien Régime
Il entre en service le 10 octobre 1755, au régiment de Custine-Dragons, et il participe aux campagnes en Westphalie lors de la guerre de Sept Ansde 1757 à 1762. Il reçoit un coup de sabre et deux coups de feu aux affaires de Weter et de Cassel. Il est nommé maréchal des logis le 6 juin 1764, sous-lieutenant le 13 mars 1771, porte-guidon le 1er juin 1772, lieutenant le 15 juin 1779 et capitaine le 24 juin 1780. Il passe le 20 février 1785, comme major au service de la Hollande au sein de la Légion de Maillebois.

### Révolution française
Le 9 septembre 1792, il devient aide de camp des adjudants-généraux à l’Armée de l'Intérieur, et le 24 novembre suivant il est élevé au grade de lieutenant-colonel au 8e régiment de hussards.
Il est promu général de brigade provisoire le 20 décembre 1793, par le général en chef Hoche de l’Armée de la Moselle. Il est confirmé dans son grade le 14 janvier 1794. Il sert au sein de la division Rémy Vincent, et le 30 mai, il en prend le commandement à l’armée de la Moselle. Le 13 juin 1795, il est non inclus dans la réorganisation des états-majors, et il est mis en non activité le 2 août suivant.
Il meurt après le 9 septembre 1796.

## Sources
- (en) « Generals Who Served in the French Army during the Period 1789 - 1814: Eberle to Exelmans », sur napoleon-series.org
- (pl) « Napoléon.org.pl », sur napoleon.org.pl